# The Vancouver Sun
The Vancouver Sun è un quotidiano canadese in lingua inglese pubblicato per la prima volta nella provincia canadese della Columbia Britannica il 12 febbraio 1912. Il giornale attualmente è pubblicato dalla Pacific Newspaper Group, una divisione di Postmedia Network.